# Liste der Grafen von Holland

Wappen der Grafen von Holland

Die folgenden Grafen regierten über die Grafschaft Holland:

## Gerulfinger
- Gerulf (839)
- Gerulf von Kennemerland (885–896)
- Dietrich I. (916–939)
- Dietrich II. (939–988)
- Arnulf (988–993)
- Dietrich III. (993–1039)
- Dietrich IV. (1039–1049)
- Florens I. (1049–1061)

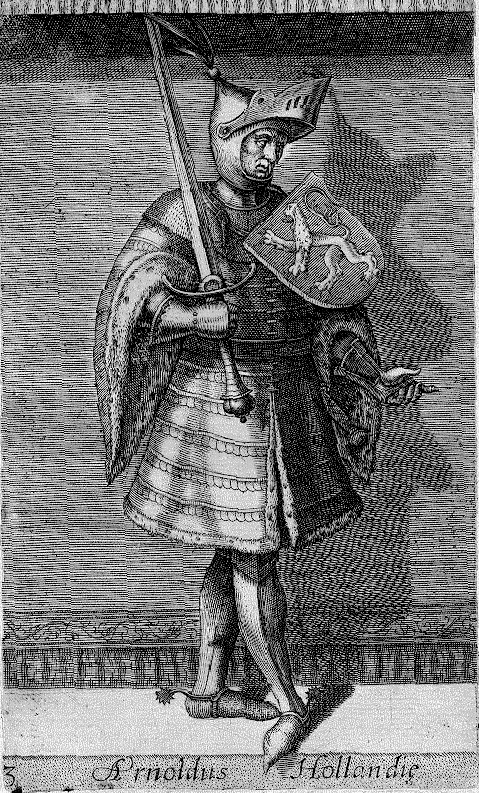
Arnulf von Holland (955–993)

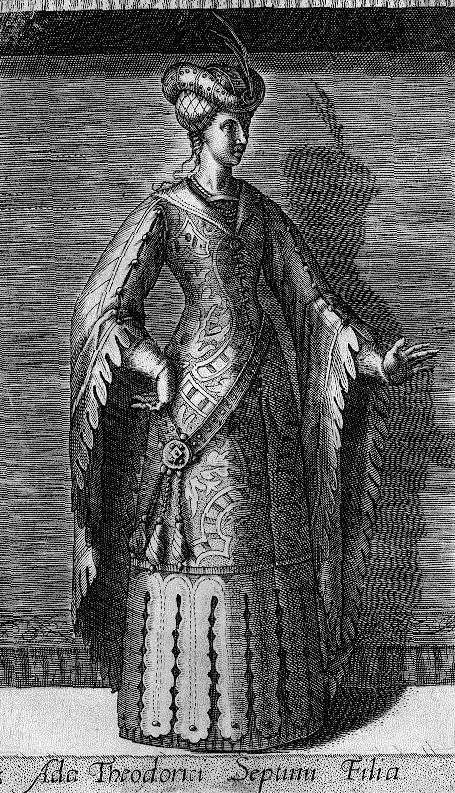
Ada von Holland (1188–1223)

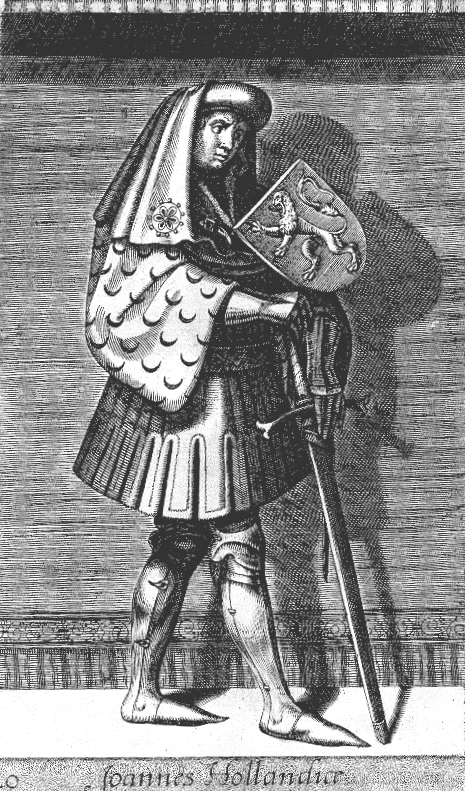
Johann I. von Holland (1284–1299)

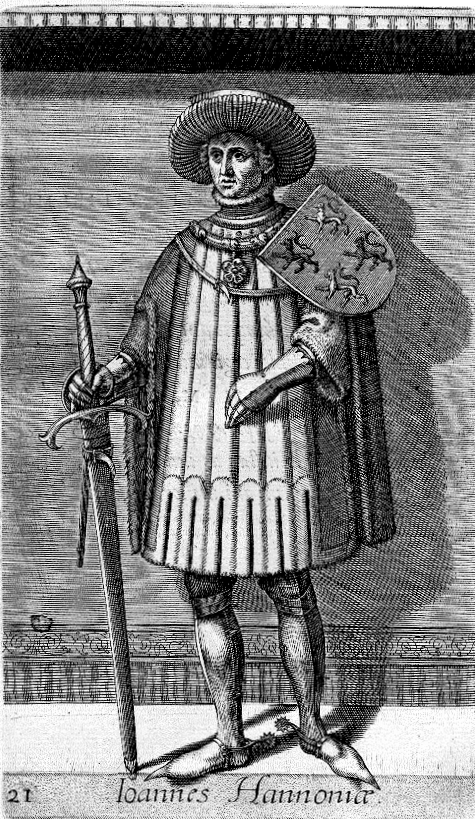
Johann II. von Holland (1248–1304)

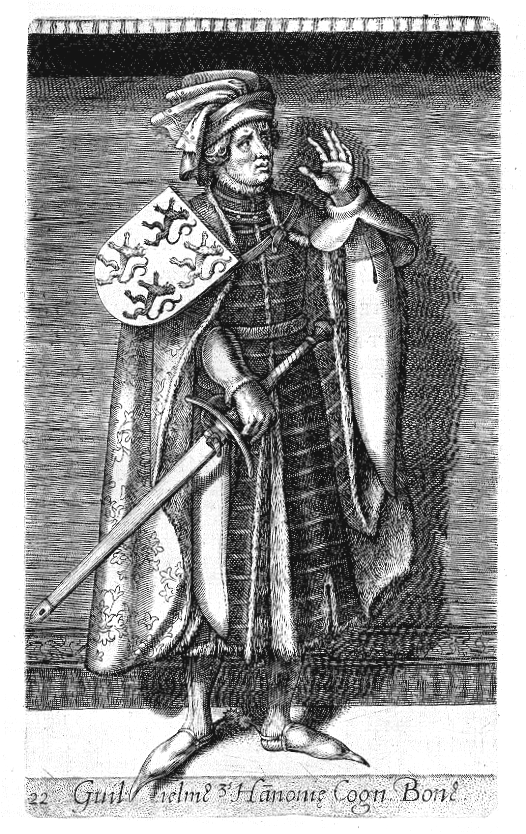
Wilhelm III. von Holland (1286–1337)

  - Robert I. (1061–1071), Regent, Stiefvater Dietrichs V.
  - Gottfried von Niederlothringen
- Dietrich V. (1061–1091)
- Florens II. (1091–1121)
- Dietrich VI. (1121–1157) (1122 bis 1133 durch seine Mutter Petronilla von Holland)
- Florens III. (1157–1190)
- Dietrich VII. (1190–1203)
- Ada von Holland, folgt 1203, abgesetzt, ⚭ 1203
  - Ludwig II.; † 1218, Graf von Looz, 1203/06 Graf von Holland
- Wilhelm I. (1203–1222)
- Florens IV. (1222–1234)
- Wilhelm II. (1234–1256), von 1248 bis 1254 römisch-deutscher Gegenkönig und von 1254 bis 1256 römisch-deutscher König
  - Wilhelm, (1234–1238) als Regent, Bruder Florens' IV.
  - Otto III. von Holland, (1238–1239) als Regent, Bruder Florens' IV.
- Florens V. (1256–1296)
  - Florens der Vogt, (1256–1258) als Regent, Bruder Wilhelms II.
  - Adelheid von Holland, (1258–1263) als Regentin, Schwester Wilhelms II.
  - Otto II. von Geldern  (1263–1266) als Regent
- Johann I. (1296–1299)

## Haus Avesnes
- Johann II. (1299–1304)
- Wilhelm III. (1304–1337)
- Wilhelm IV. (1337–1345)
- Margaretha von Bayern (1346–1351)

## Wittelsbacher
- Wilhelm V. (1346–1358)
- Albrecht I. (1358–1404)
- Wilhelm VI. (1404–1417)
- Johann III. (1418–1425)
- Jakobäa (1417–1433)

## Haus Burgund
- Philipp I. der Gute (1433–1467)
- Karl I. der Kühne (1467–1477)
- Maria von Burgund (1477–1482)

## Habsburger
- Maximilian (1482–1494)
- Philipp II. der Schöne (1494–1506)
- Maximilian (1506–1515)
- Karl II. (1515–1555)
- Philipp III. (1555–1581)

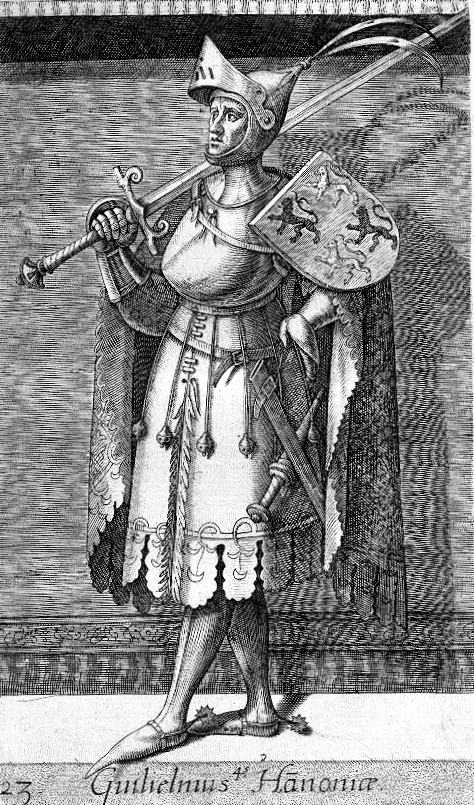
Wilhelm IV. von Holland (1307–1345)
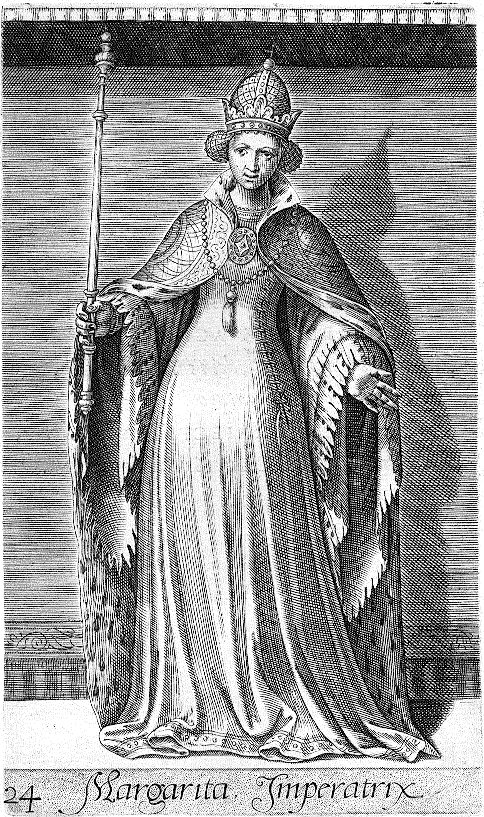
Margarethe II. von Holland (1311–1356)
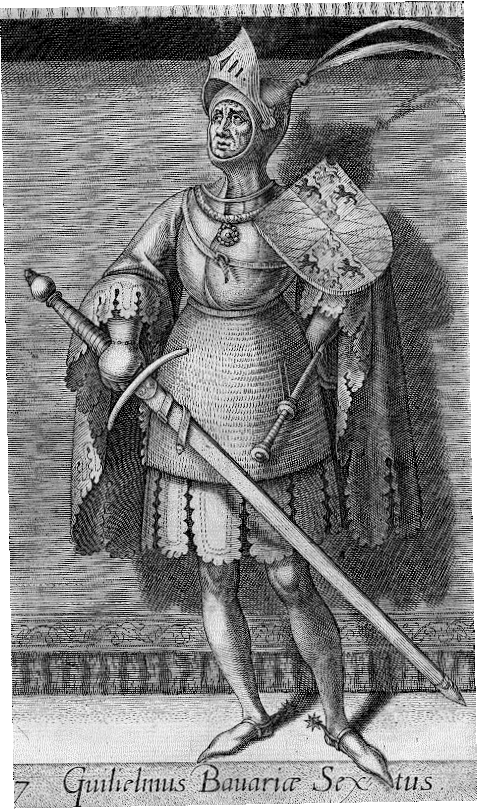
Wilhelm VI. von Holland (1365–1417)
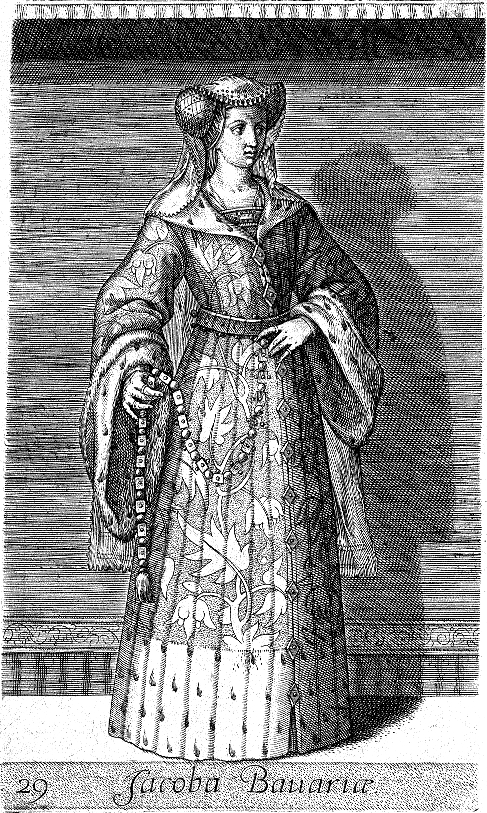
Jacobäa von Bayern (1401–1436)